# Chrysorithrum amorina
Chrysorithrum amorina là một loài bướm đêm trong họ Erebidae.